# Carl von Baur (Geologe)

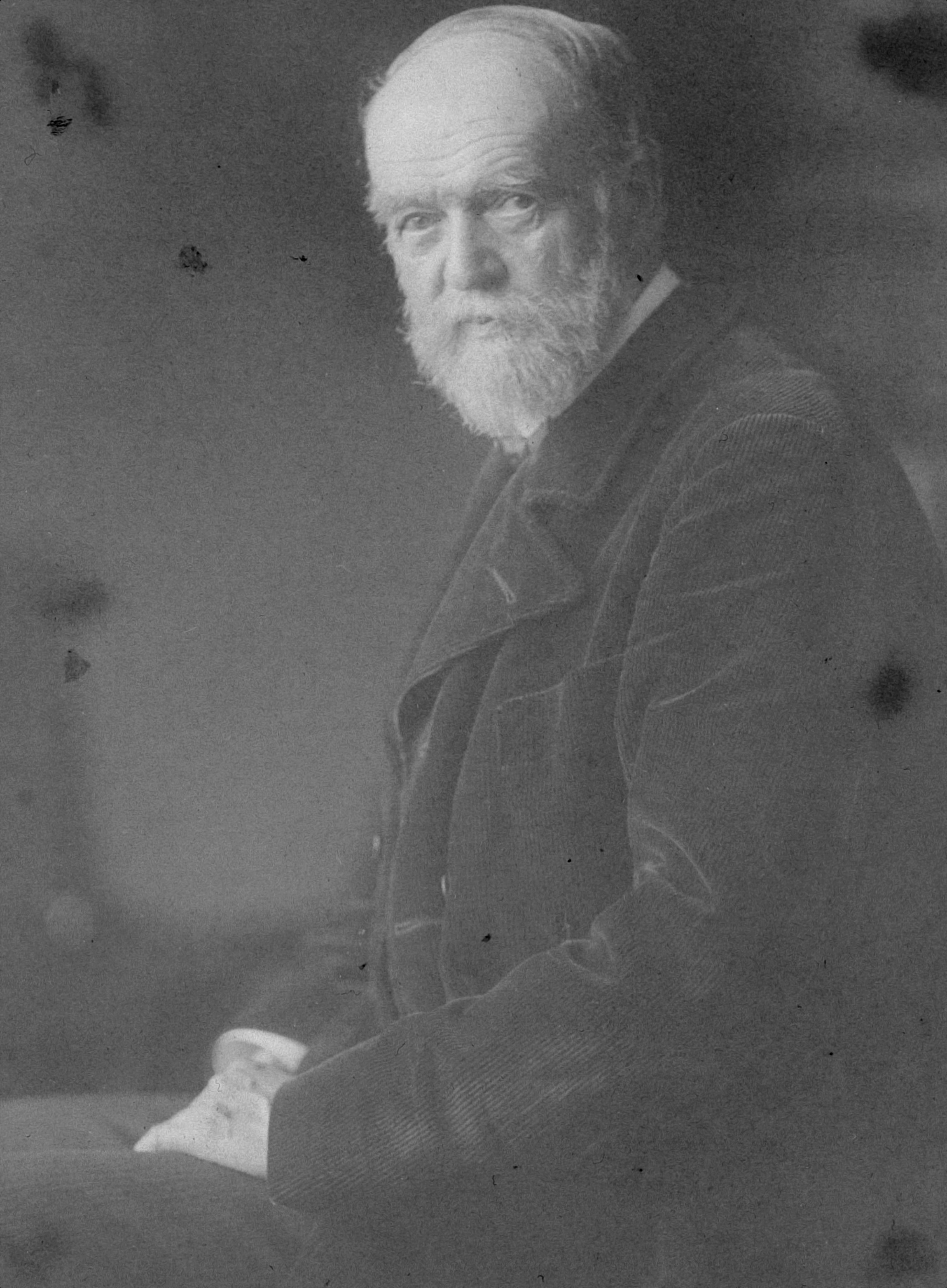
Carl von Baur

Carl Theodor von Baur, auch Karl Baur (* 25. November 1836 in Ulm; † 20. Januar 1911 in Degerloch), war ein deutscher Geologe und Paläontologe. 

## Leben
Baur wuchs in Ulm auf, studierte ab 1853 am Polytechnikum in Stuttgart und ab 1857 in Tübingen Geologie und Naturwissenschaften, um im Bergbau tätig zu werden. In Tübingen war er ein Schüler von Friedrich August Quenstedt. 1859 wurde er mit der Preisaufgabe Die Lagerungsverhältnisse des Lias auf dem linken Neckarufer in Tübingen promoviert. Die Arbeit stand noch unter dem Einfluss von Quenstedts Schule, die tektonische Aspekte weitgehend vernachlässigte und im Wesentlichen die Lagerungsverhältnisse des Jura als ungestört überliefert betrachtete, wenn auch Baur schon Verwerfungen konstatierte, die er allerdings in das Jura datierte. Die Ansichten waren schon damals durch Oscar Fraas und Karl Deffner überholt und Baur, der mit ihnen befreundet war, gestand dies später auch zu. 1860 legte er sein erstes Staatsexamen ab und nach Fortsetzung des Studiums in der Bergakademie in Leoben 1862 sein zweites Staatsexamen. Danach war er beim württembergischen Staat in Königsbronn angestellt, zunächst als Kommissar für das Schienennetz der Eisenbahn. 1871 bis 1874 war er Inspektor beim Walzwerk Wasseralfingen und ab 1874 im königlichen Bergrat in Stuttgart, dessen Direktor er 1891 wurde und später dessen Präsident. Im Bergrat war er lange Zeit mit dem Ersatz in Kochendorf des Salzwerks von Bad Friedrichshall beschäftigt, das 1895 durch Wassereinbruch stillgelegt war. Auch beim Bau des neuen Schachts in Kochendorf gab es große Probleme mit Wasserandrang, was zu heftigen Diskussionen über die Machbarkeit des Projekts führte. 1904 ging er aufgrund einer Herzerkrankung in den Ruhestand.
Als Geologe bearbeitete er mit Jacob Hildenbrand die geologischen Karten 1:50.000 von Neckarsulm, Künzelsau, Crailsheim, Bad Mergentheim und Ellwangen (überwiegend im Muschelkalk). Seine umfangreiche Fossilien-Sammlung, mit Schwerpunkten im Braunen Jura von Wasseralfingen und dem Muschelkalk von Jagstfeld, ging an das Naturalienkabinett in Stuttgart.
1894 bis 1896 war er Vorsitzender des Vaterländischen Vereins für Naturkunde Württemberg, seit 1907 Ehrenmitglied und seit 1909 Ehrenvorsitzender. 1884 wurde er Mitglied der Leopoldina.